# 王國之心 3D ［夢降深處］
《王國之心 3D ［夢降深處］》是以描述「信賴」為主題的系列作品。故事描述《王國之心 編碼重製版》之後，主角索拉（Sora）和里克（Riku）參加大師資格考試的過程和其他冒險中的遭遇。
本作將新收入全新的迪士尼動畫作品，如經典的《鐘樓怪人》等。本次活用了3D畫面的運鏡，並採用新的戰鬥系統，講求速度感、距離感、立體感的滑行、彈跳等動作，讓以往的爽快感更為深入。另外還有雙主角切換系統，可以隨意變更操作索拉或里克。還新增了全新的敵人種類，讓玩家有煥然一新的感受。
本作中《這個美妙的世界》的主角櫻庭音操會以客串角色出現。這將會是首次有《最終幻想》系列及迪士尼系列以外的非原創角色出現於《王國之心》遊戲。
本作也是王國之心系列十周年紀念之作。

## 簡介
為了對付賽亞諾特（Xehanort）的威脅，米奇的老師伊恩西德（Yen sid）為了讓索拉和里克有所準備，為他們準備了成為鑰刀大師（Keyblade Master）的考試，其中要他們從考試中重新學習正確使用鑰刀的方法，得到能將「沉睡在悲傷中的人」解放出來的力量，讓他們在考試中將沉睡的世界解放。而曾經墮入黑暗的里克也想通過這次考試測試自己有沒有資格使用鑰刀。
為了得到解放“沉睡在悲傷中的人”的力量，必须解開“被封閉在沉睡中的世界”的7个键穴。這就是考試的內容。

## 名詞
- 沉睡的世界

《王國之心I》中，索拉把王國之心解放，令失去心的世界再生，但仍有一些世界再生不完全，陷入沉睡中，裡面有大量食夢者存在。 夢與夢是互相連接的，要進入沉睡的世界，必須與世界一起進入沉睡，由此進去世界的夢中，由夢來進入被封閉在沉睡的世界。
- 食夢者（Dream Eater）

由於沉睡的世界無法通往，連無心者也無法侵入，但沉睡中的世界也有黑暗代表相應的存在，就是食夢者。
食夢者分為兩種，一種為專吃惡夢，善良的食夢者，名為「妖精」（Spirit），玩家可以使用作攻擊，並可飼養。另一種為把夢吃掉後，植入惡夢的邪惡食夢者，名為「夢魘」（Nightmare），這種主為《王國之心 3D》主要敵人。
- 十三位闇之探究者

十三位被注入純粹之暗的心的人。
- 七位光之守護者

七位持有鑰刀並保護擁有純粹之光的心的人。

## 主要登場人物
- 索拉(Sora)

王國之心系列作品主角，此作參與此次鑰刀大師（Keyblade Master）的考試，與食夢者進行合作攻擊。進入沉睡的世界與利庫失散，並分開行動，雖然看到里克影像，但卻不能進行接觸和溝通。衣服胸前有異端之證—X，似乎有所含義…
- 里克（Riku）

王國之心系列作品另一主角，此作參與此次鑰刀大師（Keyblade Master）的考試，與食夢者進行合體攻擊。進入沉睡的世界與索拉失散，並分開行動，雖然看到索拉影像，但卻不能進行接觸和溝通。希望通過這次考試測試自己有沒有資格使用鑰刀。
- 米奇（King Mickey）

自從他帶領完主角二人參與考試後，一直處於迪士尼城堡，後來梅爾菲森特（Maleficent）和皮特（Pete）來訪，得知她在王國之心I收集七公主的心製造王國之心，是由於賽亞諾特（Xehanort）在夢中降生時期告訴他，開始發覺事件的問題。
- 唐老鴨與高飛（Donald & Goofy）

二人在此作一直處於不可思議之塔(the Mysterious Tower)，等待主角二人回來。
- 伊恩西德（Yen Sid）

一直處於不可思議之塔(the Mysterious Tower)，以前是鑰刀大師（Keyblade Master），也是米奇的師傅，在編碼（Coded）後期，開始擔心賽亞諾特再次復活會對世界造成影響，於是準備此次考試，讓主角二人有所準備。
- 里亞/亞克賽爾（Lea/Axel）

原十三號機關8號成員，由於無心者和無形者被滅，因此本體在被奪去心的場所—光輝庭院復活，同時也有無形者和本體時的記憶，他發現在這裡加入的機關成員中，傑姆那斯、布萊格和艾薩不見蹤影，最後在門後的畫發現寫有【Door to Darkness（暗之回廊）】，於是透過此方法找尋真相。
- 迪蘭（Dilan）

原十三號機關3號成員，由於無心者和無形者被滅，因此本體在被奪去心的場所—光輝庭院復活。
- 艾雷伍斯（Aeleus）

原十三號機關5號成員，由於無心者和無形者被滅，因此本體在被奪去心的場所—光輝庭院復活。
- 伊文（Even）

原十三號機關4號成員，由於無心者和無形者被滅，因此本體在被奪去心的場所—光輝庭院復活。
- 言佐（Ienzo）

原十三號機關6號成員，由於無心者和無形者被滅，因此本體在被奪去心的場所—光輝庭院復活。
- 神秘少年

由索拉和利庫開始考試，一直在騷擾主角二人，似乎能穿越二人所處於的沉睡的世界，亦知道很多謎團，他的身份是……
- 安森﹝偽﹞（Ansem）

王國之心I的最終敵人，在沉睡的世界出現，處處阻攔里克行動，似乎另有目的…
- 傑姆那斯（Xemnas）

王國之心II的最終敵人，在沉睡的世界出現，處處阻攔索拉行動，似乎另有目的…
- 布萊格（Braig）

原十三號機關2號成員，王國之心夢中降生時，與賽亞諾特非常熟悉，現不知所終…
- 艾薩（Isa）

原十三號機關7號成員，未變成無形者以前與亞克賽爾是好友關係，現不知所終…
- 賽亞諾特（Xehanort）

被伊恩西德稱為最懂得使用鑰刀的人，
王國之心夢中降生時期，為找尋肉體和製作X刃，離間和利用三位夢中降生的主角，他透過純粹的光和純粹的暗互相平衡和合體，再次組成X刃，召喚出古代完整的王國之心。最終由三位主角破壞此計劃，但他也得到泰拉（Terra）的身體，變成T-賽亞諾特（T-Xeharont）。
之後被智者安森（Ansem the wise）在光輝庭院收養成研究者大弟子，後來六名弟子深入研究心，並進行實驗，最終背叛了安森，六人亦參與實驗，失去了心，變成無心者（Heartless）和無形者（Nobody），光輝庭院也遭到魔女和無心者入侵，失去光輝，變成虛空城。
T-賽亞諾特由此化成無心者安森（Ansem）和無形者傑姆那斯（Xemnas）。
王國之心I中，安森毀滅索拉（Sora）、凱莉（Kairi）和里克（Riku）故鄉—命運小島，奪去此世界的心，然後讓梅爾菲森特（Maleficent）收集七個純潔的心（七公主），由此組成透過無心者吞噬世界和七公主的共鳴打開王國之心大門，但這個計劃也讓索拉所破壞，安森最終也被消滅。此時，無形者傑姆那斯正組織十三號機關，並找到索拉的無形者—洛克薩斯加入。
王國之心：記憶之鏈中，傑姆那斯開始忘卻之城計劃，派4,5,6,8,11,12號成員進入忘卻之城，4,5,6號成員為地下組，負責引導里克（Riku）進入黑暗；8,11,12號成員為地上組，負責打亂索拉記憶並利用他。傑姆那斯透過賽克斯（Saix）向亞克賽爾說：「把背叛者全消滅吧…」，最終6人中只剩下亞克賽爾一人生存。
王國之心358/2 days中，傑姆那斯同時進行No.i計劃，透過維克森（Vexen）收集的記憶碎片，製造出人偶希恩（Xion），企圖透過希恩吸收洛克薩斯（Roxas）中有關索拉的記憶碎片，讓洛克薩斯或希恩其中一人成為空心的容器，最終希恩被洛克薩斯打敗，失去「記憶碎片」的希恩，就連本身存在也失去，最終洛克薩斯回到十三號機關報仇，被里克打倒，洛克薩斯和No.i計劃失敗。
王國之心II中，由於索拉醒來，開始人之心計劃，十三號機關剩下的七位成員，開始召喚無心者破壞世界，透過索拉用鍵匙刃消滅無心者，機關將無心者的心儲成王國之心（正常而言，無心者被鑰刀消滅後，心會回歸原來的地方），最終被索拉（Sora）、凱莉（Kairi）和里克（Riku）三人阻止，計劃失敗，傑姆那斯亦被消滅。
王國之心編碼重製版隱藏片段中透露，由於無心者安森和無形者傑姆那斯被滅，賽亞諾特將會再次復活，因此也有了3D的大師考試，但賽亞諾特在編碼結尾時尚未現身…
- 瓦尼塔斯（Vanitas）

王國之心夢中降生中，其中一位敵人，擁有與索拉一模一樣的臉孔，這次以索拉的幻覺出現。
- 紅眼（Red Eye）

王國之心夢中降生Final Mix中出現的隱藏敵人，在預告片中以人型現身，身份尚未清楚…

## 世界
- 不可思議之塔(the Mysterious Tower)
  - 主要人物：唐老鴨、高飛、伊恩西德（Yen Sid）

米奇老師居住的世界，是夾縫世界，存在不太穩定。索拉(Sora)和里克(Riku)由這裡得知世界分裂之前的歷史和考試內容。
- 命運小島(Destiny Islands)
  - 主要人物：索拉，里克，烏蘇拉（Ursula）（幻影）

王國之心I裡，索拉和里克本來居住的世界。在3D中，他們回到了未被黑暗吞噬前（王國之心I前）的小島，透過小島墮入黑暗世界時，打開沉睡的鍵穴，與世界一起進入沉睡。
- 交叉鎮(Traverse Town)
  - 主要人物：櫻庭 音操，美咲 四季，桐生 義弥，尾藤 大輔之丞，萊姆

王國之心系列經常出現的世界，是失去自己世界的人來到的地方，是一個夾縫世界。在3D中，索拉和里克也在此世界開始分開行動。二人分別在不同地方遇到神秘少年。
- 鐘樓城（La Cite des Cloches）
  - 主要人物：愛絲梅拉達，克勞德·孚羅洛，加西莫多

迪士尼動畫《鐘樓怪人》的世界，現在是沉睡的世界。索拉在此世界遇到夢中降生的瓦尼塔斯（Vanitas），里克在此世界再次遇到王國之心I的安森（Ansem）。
- 搗蛋鬼的樂園（Prankster's Paradise）
  - 主要人物：皮諾丘（pinocchio），澤皮德（Geppetto），吉米尼，藍仙女

迪士尼動畫《木偶奇遇记》的世界，這世界是皮諾丘原本的世界，這沉睡的世界時間點是王國之心I前，所以皮諾丘仍處於這世界，在現實世界，此世界沉入黑暗後，皮諾丘與其父親已進入鯨魚體內，而吉米尼與索拉等人冒險。
- 格子空間(The Grid)
  - 主要人物：凱文·費林（Flynn），山姆·費林（Sam），柯拉（Quorra），艾倫／創

迪士尼電影《TRON》/《創：光速戰紀》的世界，是電腦世界，王國之心II的安森出現，並告知索拉：在這個以數碼信息構成的世界中，一切事物都能任意改变和操作，你認為數據世界也會做夢？可見此世界其實是現實世界，後來索拉與創戰鬥，更證實這裡是現實。
- 劍客之鄉（Country of the Musketeers）
  - 主要人物：The Beagle Boys，Captain Pete
- 魔法交響曲（Symphony of Sorcery）
  - 主要人物：Enchanted Brooms
- 不存在的世界（The World that never was）
  - 主要人物：傑姆那斯，席格巴爾，賽亞諾特

## 外部連結
- 遊戲官方網站 （页面存档备份，存于）（英文）